# Arthur Lester Benton
Arthur Lester Benton (New York, 16 ottobre 1909 – Glenview, 27 dicembre 2006) è stato un neurologo statunitense, professore emerito di neurologia e psicologia presso l'Università dell'Iowa.

## Biografia
Conseguì il diploma AB presso l'Oberlin College nel 1931, il diploma AM presso l'Oberlin College nel 1933 e il dottorato di ricerca dalla Columbia University nel 1935. Acquisì la sua formazione come psicologo presso la Clinica Psichiatrica Payne Whitney del New York Hospital. All'inizio del 1941, Benton si offrì volontario per il servizio nella Marina degli Stati Uniti e fu incaricato come tenente nel dipartimento medico. Il suo servizio attivo durò fino al 1945, seguito da molti anni di servizio nella Riserva della Marina degli Stati Uniti, ritirandosi con il grado di capitano. Nel 1946 Benton accettò l'incarico di professore associato di psicologia presso l'Università di Louisville. Nel 1948 si trasferì all'Università dell'Iowa come professore e direttore della formazione universitaria in psicologia clinica. Nel 1958 divenne professore di psicologia e neurologia, ritirandosi nel 1978, momento in cui fu dedicato il Laboratorio Benton di Neuropsicologia nella Divisione di Neurologia comportamentale. In Iowa ha supervisionato 46 tesi di dottorato e 24 tesi di master. È stato autore di numerosi libri e ideatore di numerosi strumenti di test neuropsicologici, tra cui il Benton Visual Retention Test (BVRT).
Era il marito della defunta professoressa Rita Benton, professoressa di musicologia all'Università dell'Iowa e padre di Raymond Stetson Benton, Abigail Benton Sivan e Daniel Joseph Benton.

## Premi e riconoscimenti
- Premio per il contributo professionale distinto dell'American Psychological Association (1978)Eccezionale contributo scientifico della International Neuropsychological Society (1981)Premio Samuel Torrey Orton della Orton Dyslexia Society (1982)
- Premio per il servizio distinto e il contributo eccezionale dell'American Board of Professional Psychology (1985)Primo relatore in una serie annuale di conferenze avviate dal New York Neuropsychology Group e dalla Sezione di Psicologia della New York Academy of Sciences , con figure importanti nello sviluppo della neuropsicologia, successivamente chiamate The Arthur L. Benton Lecture in suo onore. (1986)
- Premio Distinguished Neuropsicologico Clinico dell'Accademia Nazionale di Neuropsicologia (1989)
- Premio Medaglia d'Oro per il successo nella vita nell'applicazione della psicologia dell'American Psychological Foundation, per il quale la citazione recita: "Per contributi a vita che includono studi clinici pionieristici sulle relazioni cervello-comportamento. *Ha introdotto tecniche di valutazione psicologica nuove e obiettive che hanno ampliato la nostra comprensione delle difficoltà manifestate dai pazienti neurologicamente compromessi. Ha ampliato le applicazioni della psicologia e nel processo ha aperto un nuovo campo di studio e di pratica, la neuropsicologia clinica." (1992)

| Controllo di autorità | VIAF (EN) 339168 · ISNI (EN) 0000 0001 0946 9786 · LCCN (EN) n81098258 · GND (DE) 118963406 · BNF (FR) cb15725135m (data) · J9U (EN, HE) 987007415895305171 · NDL (EN, JA) 00463120 |